# Kurdistan (tỉnh Iran)
Tỉnh Kurdistan hay tỉnh Kordestan (tiếng Ba Tư: استان کردستان, Ostān-e Kordestān, tiếng Kurd: پارێزگای کوردستان, Parêzgeha Kurdistanê) là một trong 31 tỉnh của Iran. Tỉnh lỵ đóng ở Sananda. Tỉnh có diện tích 28.817 km ², chiếm 1/4 diện tích có người Kurd sinh sống ở Iran.
Phía bắc giáp tỉnh Tây Azerbaijan, phía nam giáp Kermanshah, phía đông giáp các tỉnh Zanjan và Hamadan, phía tây giáp tỉnh Sulaymaniyah của Iraq.